# Valeriy Levonevskiy
Valeriy Stanislavovich Levonevskiy (em russo Вале́рий Станисла́вович Левоне́вский; em bielorrusso Вале́ры Станісла́вавіч Леване́ўскі; em inglês Valery Levaneuski; em polaco Walery Lewoniewski) — ativista político e social bielorrusso, empresário, antigo preso político. Reconhecido como prisioneiro de consciência pela “Amnesty International”.
Nasceu 15 de Agosto de ano 1963 em cidade de Grodno numa família numerosa.
Casado, tem quatro filhos.
Liderou a associação pública regional de Grodno de proteção dos direitos dos contribuintes, consumidores e automobilistas, o Centro de Informação e Jurídico de Grodno, o Centro de Defesa de direitos dos Consumidores de Grodno.
A partir de ano 1996 chefia o Comité de Greve (Stachcom) empresários da República de Bielorrússia. É organizador das ações de massas de protesto dos empresários na República de Bielorrússia, pelo que ele foi muitas vezes envolvido em várias prisões, multas e processos judiciais.  Ele é fundador e editor geral do boletim nacional "Empreendedor".
Várias vezes tinha participado em eleições como candidato a deputado dos órgãos legislativos locais e nacionais. Em todos os casos foi-lhe recusado a registar como candidato a deputado por razões políticas.
No ano 2001 se nomeou como candidato a presidência da República de Belarus.
Nos anos de 2004—2006 cumpriu uma pena de prisão com confisco de bens, nos termos do art. 368, Parte 2 do Código Penal da República de Belarus (insulto ao Presidente da República da Bielorrússia).